# Azucarillo Kings
Azucarillo Kings és un grup de fusió musical de rumba catalana i música disco fundat el 1997 a Barcelona. que realitza versions descarades d'èxits. El 2001 es van dissoldre i es van reunir en 2018, en el vintè aniversari del seu primer disc.

## Discografia[4]
- Azucarillo Kings (1998)
- Razas de la noche (2001)